# La Ercina
La Ercina est une commune d'Espagne dans la province de León, communauté autonome de Castille-et-León. Elle s'étend sur 105,02 km2 et comptait environ 542 habitants en 2011.